# Puerta del Carmen
La puerta del Carmen es una antigua estructura monumental que se encuentra en la ciudad de Zaragoza, España. 
De estilo neoclásico, la puerta del Carmen fue construida en el año 1789 por el arquitecto Agustín Sanz e inaugurada en el año 1792. Era una de las doce puertas de entrada a la ciudad (cuatro romanas y ocho medievales) mostrándose ahora de forma aislada en el paseo de María Agustín de Zaragoza. 
La puerta tiene estructura de arco triunfal romano con un arco central y dos menores laterales. Sin gran interés arquitectónico, tiene el valor histórico de haber sido testigo de acontecimientos trascendentes para la ciudad. Durante la guerra de los sitios (1808-1809) la puerta sirvió de bastión a la resistencia aragonesa quedando las huellas de los proyectiles todavía visibles en su estructura. También fue la puerta a través de la que entró el ejército en la ciudad en 1838 durante la Primera Guerra Carlista. 
Como dato anecdótico, el 23 de febrero de 1997 un autobús colisionó de madrugada con el monumento desencajando varios sillares y poniendo en peligro su estabilidad. La puerta fue convenientemente restaurada y, en la glorieta, se añadieron unas piezas protectoras para evitar futuros accidentes.
La puerta del Carmen recibió el título de monumento nacional en la exposición hispano-francesa de 1908 y es Bien de Interés Cultural.
En la Casa de Campo de Madrid, a la altura del número 95 de la avenida de Portugal, existe una réplica de tamaño natural de la puerta del Carmen en la que se han reproducido también las huellas de los proyectiles del Sitio de Zaragoza.